# Jong Ajax in het seizoen 2015/16
Het seizoen 2015/16 was het derde seizoen dat Jong Ajax, het tweede elftal van de club AFC Ajax, uitkwam in de Eerste divisie. In het voorgaande seizoen (2014/15) eindigde Jong Ajax op een twaalfde plaats.
Jong Ajax had net als Jong PSV niet de mogelijkheid om te promoveren of om deel te nemen aan de nacompetitie. Wel konden ze kampioen worden. De selectie en de spelers die de beloftenelftallen in de Eerste divisie mochten opstellen, waren gebonden aan een aantal door de KNVB bepaalde restricties. Ten opzichte van de voorgaande twee seizoen waren de regels aangepast; zo mochten vanaf dit seizoen maximaal twee spelers van het eerste elftal tegelijkertijd deelnemen aan een wedstrijd van de beloften en mochten spelers ouder dan 23 jaar die óf tien keer in de basisopstelling van het eerste hebben gestaan óf tien keer 45 minuten daarin habben meegespeeld, niet meer uitkomen in het beloftenteam.

## Selectie en technische staf
| Nat.                | Naam                 | Contract tot    | Geboortedatum    | Vorige club     | Wed.            |                 |                 |
|                     | Doelverdediging      | Doelverdediging | Doelverdediging  | Doelverdediging | Doelverdediging | Doelverdediging | Doelverdediging |
| ------------------- | -------------------- | --------------- | ---------------- | --------------- | --------------- | --------------- | --------------- |
| Vlag van Nederland  | Indy Groothuizen     | 30 juni 2018    | 12 juli 1996     | Jeugdopleiding  | 10              | 0               |                 |
| Vlag van Nederland  | Norbert Alblas       | 30 juni 2016    | 12 december 1994 | Jeugdopleiding  | 0               | 0               |                 |
| Vlag van Nederland  | Peter Leeuwenburgh   | 30 juni 2018    | 23 maart 1994    | FC Dordrecht    | 0               | 0               |                 |
|                     | Verdediging          |                 |                  |                 |                 |                 |                 |
| Vlag van Denemarken | Nicolai Boilesen     | 30 juni 2016    | 16 februari 1992 | Jeugdopleiding  | 0               | 0               |                 |
| Vlag van Servië     | Dragiša Gudelj       | 30 juni 2018    | 8 november 1997  | NAC Breda       | 0               | 0               |                 |
| Vlag van Nederland  | Damil Dankerlui      | 30 juni 2018    | 24 augustus 1996 | Jeugdopleiding  | 29              | 0               |                 |
| Vlag van Nederland  | Terry Lartey Sanniez | 30 juni 2018    | 10 augustus 1996 | Jeugdopleiding  | 24              | 0               |                 |
| Vlag van Nederland  | Damon Mirani         | 30 juni 2016    | 13 mei 1996      | Jeugdopleiding  | 19              | 0               |                 |
| Vlag van Nederland  | Leeroy Owusu         | 30 juni 2019    | 13 augustus 1996 | Jeugdopleiding  | 31              | 0               |                 |
| Vlag van Nederland  | Mauro Savastano      | 30 juni 2018    | 16 april 1997    | Jeugdopleiding  | 0               | 0               |                 |
| Vlag van Nederland  | Damian van Bruggen   | 30 juni 2016    | 18 maart 1996    | Jeugdopleiding  | 29              | 0               |                 |
| Vlag van Nederland  | Django Warmerdam     | 30 juni 2016    | 2 december 1995  | Jeugdopleiding  | 30              | 0               |                 |
|                     | Middenveld           |                 |                  |                 |                 |                 |                 |
| Vlag van Nederland  | Danny Bakker         | 30 juni 2016    | 25 januari 1995  | Jeugdopleiding  | 20              | 2               |                 |
| Vlag van Nederland  | Pelle Clement        | 30 juni 2017    | 19 mei 1996      | Jeugdopleiding  | 30              | 1               |                 |
| Vlag van Nederland  | Aschraf El Mahdioui  | 30 juni 2017    | 24 mei 1996      | Jeugdopleiding  | 23              | 3               |                 |
| Vlag van Nederland  | Abdelhak Nouri       | 30 juni 2020    | 2 april 1997     | Jeugdopleiding  | 17              | 1               |                 |
| Vlag van Nederland  | Milan Vissie         | 30 juni 2016    | 1 mei 1995       | Jeugdopleiding  | 4               | 0               |                 |
| Vlag van Nederland  | Jordy Bruijn         | 30 juni 2016    | 23 juli 1996     | Jeugdopleiding  | 1               | 0               |                 |
| Vlag van Nederland  | Frenkie de Jong      | 30 juni 2019    | 12 mei 1997      | Willem II       | 15              | 2               |                 |
|                     | Aanval               |                 |                  |                 |                 |                 |                 |
| Vlag van Nederland  | Elton Acolatse       | 30 juni 2018    | 25 juli 1995     | Jeugdopleiding  | 26              | 1               |                 |
| Vlag van Tsjechië   | Václav Černý         | 30 juni 2018    | 17 oktober 1997  | 1. FK Příbram   | 17              | 5               |                 |
| Vlag van Nederland  | Sam Hendriks         | 30 juni 2017    | 25 januari 1995  | De Graafschap   | 28              | 14              |                 |
| Vlag van Kroatië    | Robert Murić         | 30 juni 2018    | 12 maart 1996    | Dinamo Zagreb   | 28              | 8               |                 |
| Vlag van Nederland  | Richairo Živković    | 30 juni 2019    | 5 september 1995 | Willem II       | 13              | 6               |                 |

| Naam             | Functie           |
| ---------------- | ----------------- |
| Jaap Stam        | Hoofdtrainer      |
| Andries Ulderink | Hoofdtrainer      |
| Said Bakkati     | Assistent-trainer |

### Overige spelers
De volgende spelers hebben minuten gemaakt voor Jong Ajax maar behoren niet tot de selectie van Jong Ajax
| Keepers             |             |                   |        |    |   |
| André Onana         | Kameroen    | 2 april 1996      | Ajax 1 | 24 | 0 |
| Diederik Boer       | Nederland   | 24 september 1980 | Ajax 1 | 2  | 0 |
| Verdedigers         |             |                   |        |    |   |
| Ricardo van Rhijn   | Nederland   | 13 juni 1991      | Ajax 1 | 5  | 1 |
| Mike van der Hoorn  | Nederland   | 15 oktober 1992   | Ajax 1 | 4  | 1 |
| Nick Viergever      | Nederland   | 3 augustus 1989   | Ajax 1 | 3  | 0 |
| Kenny Tete          | Nederland   | 9 oktober 1995    | Ajax 1 | 1  | 0 |
| Middenvelders       |             |                   |        |    |   |
| Donny van de Beek 1 | Nederland   | 18 april 1997     | Ajax 1 | 13 | 2 |
| Daley Sinkgraven    | Nederland   | 4 juli 1995       | Ajax 1 | 5  | 1 |
| Thulani Serero      | Zuid-Afrika | 11 april 1990     | Ajax 1 | 2  | 0 |
| Aanvallers          |             |                   |        |    |   |
| Viktor Fischer      | Denemarken  | 9 juni 1994       | Ajax 1 | 6  | 1 |
| Amin Younes         | Duitsland   | 6 augustus 1993   | Ajax 1 | 4  | 1 |

1 Donny van Beek werd na de winterstop overgeheveld naar de A-selectie.

### Transfer(s)
De volgende spelers hebben minuten gemaakt voor Jong Ajax en zijn gedurende het seizoen vertrokken bij Ajax
| Naam               | Nationaliteit | Geb. datum        | Wed. |   | Vertrokken naar   | Periode |
| ------------------ | ------------- | ----------------- | ---- | - | ----------------- | ------- |
| Verdedigers        |               |                   |      |   |                   |         |
| John Heitinga      | Nederland     | 15 november 1983  | 1    | 0 | Gestopt           | Gestopt |
| Middenvelders      |               |                   |      |   |                   |         |
| Lucas Andersen     | Denemarken    | 13 september 1994 | 3    | 0 | Willem II         | Zomer   |
| Aanvallers         |               |                   |      |   |                   |         |
| Dejan Meleg        | Servië        | 1 oktober 1994    | 3    | 0 | FK Vojvodina      | Winter  |
| Zakaria El Azzouzi | Nederland     | 7 mei 1996        | 11   | 6 | FC Twente         | Winter  |
| Yaya Sanogo        | Frankrijk     | 23 januari 1993   | 3    | 0 | Charlton Athletic | Winter  |

## Wedstrijdverslagen

### Vriendschappelijk
|                                                      | |                       | | |
| Zondag 28 juni 2015, 14:30 uur                       | Jong Ajax                                                                                             | 5 – 0 (2 – 0) Verslag | Hollandia | Aanvoerder Jong Ajax : Danny Bakker, Abdel Malek El Hasnaoui |
| Sportpark De Toekomst, Amsterdam Vriendschappelijk   | Robert Murić 17' Sam Hendriks 35' Zakaria El Azzouzi 65' Zakaria El Azzouzi 80' Queensy Menig 90'     |                       | | Basisopstelling Jong Ajax: Van der Hart; Dankerlui, Vissie, Warmerdam, Gudelj; Van de Beek, El Mahdioui, Bakker; Murić, Hendriks, Černý Toegepaste Wissels Jong Ajax: '46 Van der Hart Groothuizen '46 Warmerdam Clement '46 Gudelj Savastano '46 Van de Beek Meleg '46 El Mahdioui El Hasnaoui '46 Murić Acolatse '46 Hendriks El Azzouzi '46 Černý Menig '75 Bakker El Mahdioui |
|                                                      | |                       | | |
|                                                      | |                       | | |
| Dinsdag 7 juli 2015, 19.30 uur                       | SDC Putten                                                                                            | 0 – 9 (0 – 4) Verslag | Jong Ajax | Aanvoerder Jong Ajax : Danny Bakker |
| Sportpark Puttereng, Putten Vriendschappelijk        | |                       | '13 Mauro Savastano '16 Danny Bakker '27 Danny Bakker '42 Django Warmerdam '58 Sam Hendriks '70 Robert Murić '80 Václav Černý '83 Václav Černý '85 Sam Hendriks | Basisopstelling Jong Ajax: Van der Hart; Clement, Vissie, Savastano, Dankerlui; Bakker, El Mahdioui, Warmerdam; Acolatse, Hendriks, Černý Toegepaste Wissels Jong Ajax: '46 Van der Hart Groothuizen '46 El Mahdioui Duarte '46 Černý Murić '60 Savastano Gudelj |
|                                                      | |                       | | |
|                                                      | |                       | | |
| Zondag 19 juli 2015, 13.00 uur                       | Jong Ajax                                                                                             | 1 – 1 (0 – 1) Verslag | De Treffers | Aanvoerder Jong Ajax : Danny Bakker, Damon Mirani |
| Sportpark De Toekomst, Amsterdam Vriendschappelijk   | Sam Hendriks (pen.) 75' Sam Hendriks 80'                                                              |                       | '40 Rick Verbeek | Basisopstelling Jong Ajax: Van der Hart; Clement, Lartey Sanniez, Mirani, Dankerlui; Van de Beek, Bakker, Duarte; Meleg, Hendriks, Černý Toegepaste Wissels Jong Ajax: '46 Bakker El Hasnaoui '46 Duarte El Mahdioui '60 Meleg Gudelj |
|                                                      | |                       | | |
|                                                      | |                       | | |
| Woensdag 22 juli 2015, 19.30 uur                     | Jong Ajax                                                                                             | 5 – 0 (1 – 0) Verslag | JVC Cuijk | Aanvoerder Jong Ajax : |
| Sportpark De Toekomst, Amsterdam Vriendschappelijk   | Zakaria El Azzouzi 26' Zakaria El Azzouzi 63' Dejan Meleg 75' Robert Murić 76' Zakaria El Azzouzi 82' |                       | | Basisopstelling Jong Ajax: Groothuizen; Dankerlui, Vissie, Warmerdam, Gudelj; El Mahdioui, Nouri, El Hasnaoui; Černý, El Azzouzi, Murić Toegepaste Wissels Jong Ajax: '31 Černý Meleg '46 Dankerlui Clement '65 Gudelj Mirani '65 El Mahdioui Van de Beek '65 El Hasnaoui Bakker '80 Nouri Hendriks |
|                                                      | |                       | | |
|                                                      | |                       | | |
| Zondag 26 juli 2015, 14.00 uur                       | Jong Ajax                                                                                             | 7 – 3 (3 – 1) Verslag | Newcastle United –21 | Aanvoerder Jong Ajax : |
| Sportpark De Toekomst, Amsterdam Vriendschappelijk   | Danny Bakker Sam Hendriks Donny van de Beek Václav Černý Danny Bakker Zakaria El Azzouzi              |                       | Haris Vučkić Jamie Cobain | Basisopstelling Jong Ajax: Onana; Lartey-Sanniez, Mirani, Warmerdam, Dankerlui; Clement, Van de Beek, Bakker; Murić, Hendriks, Acolatse Toegepaste Wissels Jong Ajax: '30 Acolatse Černý '65 Lartey-Sanniez El Hasnaoui '70 Hendriks El Azzouzi '75 Warmerdam Vissie |
|                                                      | |                       | | |
|                                                      | |                       | | |
| Zondag 2 augustus 2015, 17.00 uur                    | Jong Ajax                                                                                             | 1 – 0 (1 – 0) Verslag | Al-Rayyan | Aanvoerder Jong Ajax : Django Warmerdam, Damian van Bruggen |
| Sportpark De Toekomst, Amsterdam Vriendschappelijk   | Václav Černý 10'                                                                                      |                       | | Basisopstelling Jong Ajax: Onana; Lartey-Sanniez, Van der Hoorn, Warmerdam, Dankerlui; Serero, Van de Beek, Andersen; Murić, El Azzouzi, Černý Reservebank Jong Ajax: Groothuizen, Vissie, Savastano, Van Bruggen, Gudelj, El Mahdioui, El Hasnaoui, Bakker, Meleg, Hendriks, Mirani Toegepaste Wissels Jong Ajax: '36 Serero El Mahdioui '60 Onana Groothuizen '60 Lartey-Sanniez Vissie '60 Warmerdam Mirani '60 Van de Beek Bakker '68 Černý Meleg '72 Dankerlui Gudelj '72 El Azzouzi Hendriks '90 Van der Hoorn Van Bruggen '90 Mirani Savastano '90 Andersen El Hasnaoui |
| Bijzonderheden: - De wedstrijd duurde 4× 30 minuten. | |                       | | |
|                                                      | |                       | | |
| Woensdag 12 augustus 2015, 14.30 uur                 | Jong Ajax                                                                                             | 1 – 1 (0 – 0) Verslag | Al Shabab | Aanvoerder Jong Ajax : Damian van Bruggen |
| Sportpark De Toekomst, Amsterdam Vriendschappelijk   | Václav Černý 85'                                                                                      |                       | '55 | Basisopstelling Jong Ajax: Van der Hart; Owusu, Van Bruggen, Savastano, Gudelj; Vissie, Van de Beek, Clement; Murić, El Azzouzi, Hendriks Reservebank Jong Ajax: Groothuizen, Lartey-Sanniez, Mirani, Dankerlui, Černý Toegepaste Wissels Jong Ajax: '46 Owusu Černý '46 Savastano Lartey-Sanniez '72 Gudelj Dankerlui |
| Bijzonderheden:                                      | |                       | | |

### Eerste divisie
| | |                       | | |
| Vrijdag 7 augustus 2015, 20:00 uur | Achilles '29 | 2 – 1 (0 – 1) Verslag | Jong Ajax | Aanvoerder Jong Ajax : Django Warmerdam |
| Sportpark De Heikant, Groesbeek 3.123 toeschouwers Scheidsrechter: Laurens Gerrets Lijnrechter: Ruud Bexkens Lijnrechter: Erik Koopman Vierde Official: Kevin Puts Eerste divisie Speelronde 1                          | Freek Thoone (pen.) 68' Joey Dekkers 81' Kürşad Sürmeli 88' Jop van Steen 88'                                                                   |                       | '26 Václav Černý '68 Django Warmerdam '83 Damon Mirani                                                                                             | Basisopstelling Jong Ajax: Onana; Lartey-Sanniez, Mirani, Warmerdam, Dankerlui; Clement, Van de Beek, Andersen; Murić, Hendriks, Černý Reservebank Jong Ajax: Van der Hart, Van Bruggen, Vissie, Bakker, Nouri, Meleg, El Azzouzi Toegepaste Wissels Jong Ajax: '74 Murić Meleg '83 Dankerlui Van Bruggen '83 Clement Nouri                          |
| Bijzonderheden: - Václav Černý scoorde zijn eerste doelpunt in het betaald voetbal. | |                       | | |
| | |                       | | |
| Maandag 17 augustus 2015, 20:15 uur | Jong Ajax | 1 – 1 (1 – 0) Verslag | Helmond Sport | Aanvoerder Jong Ajax : Danny Bakker |
| Sportpark De Toekomst, Amsterdam 591 toeschouwers Scheidsrechter: Jeroen Manschot Lijnrechter: Rens Bluemink Lijnrechter: Bas Steinhauser Vierde Official: Sander de Brito Roque Eerste divisie Speelronde 2            | Django Warmerdam 8' Robert Murić 16' Donny van de Beek 68' André Onana 79'                                                                      |                       | '67 Steven Edwards | Basisopstelling Jong Ajax: Onana; Van Rhijn, Van der Hoorn, Warmerdam, Owusu; Van de Beek, Andersen, Bakker; Murić, Sanogo, Fischer Reservebank Jong Ajax: Groothuizen, Mirani, Dankerlui, Clement, Younes, Acolatse, El Azzouzi Toegepaste Wissels Jong Ajax: '34 Van der Hoorn Mirani '46 Fischer Younes '71 Van Rhijn Dankerlui                   |
| Bijzonderheden: | |                       | | |
| | |                       | | |
| Vrijdag 21 augustus 2015, 20:00 uur | NAC Breda | 3 – 0 (3 – 0) Verslag | Jong Ajax | Aanvoerder Jong Ajax : Damian van Bruggen |
| Rat Verlegh Stadion, Breda 13.900 toeschouwers Scheidsrechter: Allard Lindhout Lijnrechter: Nicky Siebert Lijnrechter: Gerrad Tafhimi Vierde Official: Frank van den Elzen Eerste divisie Speelronde 3                  | Mats Seuntjens 20' Ronnie Stam 29' Kevin Brands 30' Sjoerd Ars 45+1' Danny Verbeek 54'                                                          |                       | '70 Zakaria El Azzouzi | Basisopstelling Jong Ajax: Onana; Lartey-Sanniez, Van Bruggen, Warmerdam, Owusu; Clement, Andersen, Nouri; Murić, El Azzouzi, Younes Reservebank Jong Ajax: Groothuizen, Mirani, Dankerlui, El Mahdioui, Van de Beek, Acolatse, Hendriks Toegepaste Wissels Jong Ajax: '46 Andersen Van de Beek '61 Younes Acolatse '77 Owusu Mirani                 |
| Bijzonderheden: - Zakaria El Azzouzi maakte zijn debuut in het betaald voetbal. | |                       | | |
| | |                       | | |
| Maandag 24 augustus 2015, 20:00 uur | Jong Ajax | 0 – 0 (0 – 0) Verslag | FC Eindhoven | Aanvoerder Jong Ajax : Django Warmerdam |
| Sportpark De Toekomst, Amsterdam 435 toeschouwers Scheidsrechter: Dha Otto Lijnrechter: Roy de Nas Lijnrechter: Richard Meints Vierde Official: Maurice Kampman Eerste divisie Speelronde 4                             | |                       | '14 Anthony van den Hurk '38 Tibeau Swinnen | Basisopstelling Jong Ajax: Onana; Owusu, Heitinga, Viergever, Dankerlui; Van de Beek, Nouri, Warmerdam; Černý, Sanogo, Fischer Reservebank Jong Ajax: Groothuizen, Lartey Sanniez, Bakker, El Mahdioui, Murić, Hendriks Toegepaste Wissels Jong Ajax: '61 Fischer Murić '77 Sanogo Hendriks '79 Nouri Bakker                                         |
| Bijzonderheden: | |                       | | |
| | |                       | | |
| Maandag 14 september 2015, 20:00 uur | Jong Ajax | 4 – 1 (2 – 0) Verslag | Telstar | Aanvoerder Jong Ajax : Damian van Bruggen |
| Sportpark De Toekomst, Amsterdam 300 toeschouwers Scheidsrechter: Rob Dieperink Lijnrechter: Nick Stuifzand Lijnrechter: Rob Langeland Vierde Official: Clay Ruperti Eerste divisie Speelronde 5                        | Django Warmerdam 14' Donny van de Beek 29' Dustin Mijnders (e.d.) 37' Amin Younes 45' Sam Hendriks 72' Sam Hendriks 76' Donny van de Beek 90+2' |                       | '28 Crescendo van Berkel '63 Tarik Tissoudali '74 Marko Maletić                                                                                    | Basisopstelling Jong Ajax: Onana; Owusu, Van der Hoorn, Van Bruggen, Warmerdam; Van de Beek, Serero, Nouri; Černý, Sanogo, Younes Reservebank Jong Ajax: Groothuizen, Lartey Sanniez, Dankerlui, El Mahdioui, Clement, Acolatse, Hendriks Toegepaste Wissels Jong Ajax: '46 Sanogo Hendriks '69 Younes Acolatse '82 Nouri Clement                    |
| Bijzonderheden: | |                       | | |
| | |                       | | |
| Vrijdag 18 september 2015, 20:00 uur | Go Ahead Eagles | 2 – 0 (1 – 0) Verslag | Jong Ajax | Aanvoerder Jong Ajax : Damian van Bruggen |
| De Adelaarshorst, Deventer 8.337 toeschouwers Scheidsrechter: Richard Martens Lijnrechter: Yorick Weterings Lijnrechter: Don Frijn Vierde Official: Pieter van der Pol Eerste divisie Speelronde 6                      | Leon de Kogel (pen.) 16' Teije ten Den 31' Randy Wolters 54' Teije ten Den 62'                                                                  |                       | | Basisopstelling Jong Ajax: Onana; Lartey Sanniez, Van Bruggen, Mirani, Owusu; Clement, Nouri, Warmerdam; Murić, Hendriks, Černý Reservebank Jong Ajax: Groothuizen, Dankerlui, Vissie, El Mahdioui, Bakker, Acolatse, El Azzouzi Toegepaste Wissels Jong Ajax: '65 Nouri El Mahdioui '82 Černý Acolatse '82 Murić El Azzouzi                         |
| Bijzonderheden: - Aschraf El Mahdioui maakte zijn debuut in het betaald voetbal. | |                       | | |
| | |                       | | |
| Maandag 28 september 2015, 20:00 uur | Jong Ajax | 2 – 2 (0 – 1) Verslag | FC Oss | Aanvoerder Jong Ajax : Danny Bakker |
| Sportpark De Toekomst, Amsterdam 387 toeschouwers Scheidsrechter: Martin Pérez Lijnrechter: Co de Smalen Lijnrechter: Marcelino Adriaans Vierde Official: Sander van der Eijk Eerste divisie Speelronde 7               | Terry Lartey Sanniez 36' Sam Hendriks (pen.) 84' Zakaria El Azzouzi 90'                                                                         |                       | '37 (pen.) Fatih Kamaçi '61 Jordi Balk '65 Felitciano Zschusschen '69 Wouter de Vogel '83 Paul Kok                                                 | Basisopstelling Jong Ajax: Onana; Owusu, Lartey Sanniez, Mirani, Dankerlui; Clement, Bakker, Warmerdam; Murić, Hendriks, Acolatse Reservebank Jong Ajax: Groothuizen, Vissie, El Mahdioui, Meleg, El Azzouzi Toegepaste Wissels Jong Ajax: '79 Mirani El Azzouzi '90 Dankerlui Vissie                                                                |
| Bijzonderheden: - Zakaria El Azzouzi scoorde zijn eerste doelpunt in het betaald voetbal. | |                       | | |
| | |                       | | |
| Vrijdag 2 oktober 2015, 20:00 uur | FC Dordrecht | 0 – 1 (0 – 1) Verslag | Jong Ajax | Aanvoerder Jong Ajax : Danny Bakker |
| Riwal Hoogwerkers Stadion, Dordrecht 2.632 toeschouwers Scheidsrechter: Edwin van de Graaf Lijnrechter: Christian Dobre Lijnrechter: Maarten Ketting Vierde Official: Sander de Brito Roque Eerste divisie Speelronde 8 | Jeffrey Fortes 83' |                       | '12 Robert Murić '85 Aschraf El Mahdioui | Basisopstelling Jong Ajax: Groothuizen; Owusu, Mirani, Warmerdam, Dankerlui; Clement, El Mahdioui, Bakker; Murić, Hendriks, Lartey Sanniez Reservebank Jong Ajax: Van Bladeren, Vissie, Meleg, El Azzouzi Toegepaste Wissels Jong Ajax: '68 Murić El Azzouzi '75 Warmerdam Meleg '90 Clement Vissie                                                  |
| Bijzonderheden: | |                       | | |
| | |                       | | |
| Maandag 19 oktober 2015, 20:00 uur | Jong Ajax | 2 – 2 (0 – 2) Verslag | Almere City | Aanvoerder Jong Ajax : Danny Bakker |
| Sportpark De Toekomst, Amsterdam 751 toeschouwers Scheidsrechter: Carel van den Heuvel Lijnrechter: Frank Jansen Lijnrechter: Bas Steinhauser Vierde Official: Luca Cantineau Eerste divisie Speelronde 9               | Elton Acolatse 29' Mike van der Hoorn 57' Aschraf El Mahdioui 639' Sam Hendriks (pen.) 67' Elton Acolatse 87'                                   |                       | '16 Pablo Rosario '23 Django Warmerdam (e.d.) '67 Abdel Metalsi                                                                                    | Basisopstelling Jong Ajax: Groothuizen; Owusu, Van der Hoorn, Viergever, Warmerdam; El Mahdioui, Bakker, Sinkgraven; Acolatse, Hendriks, Younes Reservebank Jong Ajax: De Lange, Mirani, Dankerlui, Clement, Vissie, Murić Toegepaste Wissels Jong Ajax: '56 Owusu Dankerlui '61 Younes Murić '86 Bakker Clement                                     |
| Bijzonderheden: | |                       | | |
| | |                       | | |
| Vrijdag 23 oktober 2015, 20:00 uur | Jong Ajax | 3 – 0 (1 – 0) Verslag | Fortuna Sittard | Aanvoerder Jong Ajax : Danny Bakker |
| Sportpark De Toekomst, Amsterdam 303 toeschouwers Scheidsrechter: Ingmar Oostrom Lijnrechter: Yorick Weterings Lijnrechter: Ruud Bexkens Vierde Official: Frank van den Elzen Eerste divisie Speelronde 10              | Sam Hendriks 14' Terry Lartey Sanniez 28' Sam Hendriks 48' Sam Hendriks 78'                                                                     |                       | '20 Jordy Briels '54 Jordy ter Borgh '56 Muhammed Mert '60 Roel Janssen '90+1 Muhammed Mert                                                        | Basisopstelling Jong Ajax: Groothuizen; Owusu, Lartey Sanniez, Van Bruggen, Dankerlui; El Mahdioui, Bakker, Warmerdam; Murić, Hendriks, Clement Reservebank Jong Ajax: Van Bladeren, Mirani, Vissie, Meleg Toegepaste Wissels Jong Ajax: '82 Clement Meleg '83 Murić Vissie                                                                          |
| Bijzonderheden: - Sam Hendriks scoorde zijn eerste hattrick in het betaald voetbal. | |                       | | |
| | |                       | | |
| Vrijdag 30 oktober 2015, 20:00 uur | VVV-Venlo | 3 – 0 (3 – 0) Verslag | Jong Ajax | Aanvoerder Jong Ajax : Django Warmerdam |
| Seacon Stadion - De Koel -, Venlo 5.803 toeschouwers Scheidsrechter: Dha Otto Lijnrechter: Patrick Inia Lijnrechter: Niels Buijense Vierde Official: Pieter van der Pol Eerste divisie Speelronde 11                    | Ralf Seuntjens 23' Ralf Seuntjens 25' Jonathan Opoku 40'                                                                                        |                       | '68 Damil Dankerlui | Basisopstelling Jong Ajax: Groothuizen; Owusu, Mirani, Warmerdam, Dankerlui; Clement, Van de Beek, Nouri; Murić, Hendriks, Acolatse Reservebank Jong Ajax: Van Bladeren, Lartey Sanniez, El Mahdioui, Vissie, El Azzouzi Toegepaste Wissels Jong Ajax: '63 Owusu Lartey Sanniez '67 Clement El Mahdioui '81 Acolatse El Azzouzi                      |
| Bijzonderheden: | |                       | | |
| | |                       | | |
| Vrijdag 6 november 2015, 20:00 uur | Jong Ajax | 0 – 1 (0 – 0) Verslag | MVV Maastricht | Aanvoerder Jong Ajax : Damian van Bruggen |
| Sportpark De Toekomst, Amsterdam 302 toeschouwers Scheidsrechter: Stijn Berben Lijnrechter: Gerrad Tafhimi Lijnrechter: Erik Koopman Vierde Official: Mike de Bruijn Eerste divisie Speelronde 12                       | Damil Dankerlui 36' |                       | '59 Hawbir Moustafa '70 Steven Pereira '90 Thomas Verheijdt                                                                                        | Basisopstelling Jong Ajax: Groothuizen; Owusu, Lartey Sanniez, Van Bruggen, Dankerlui; El Mahdioui, Van de Beek, Vissie; Murić, Hendriks, Acolatse Reservebank Jong Ajax: Van Bladeren, Mirani, Bruijn, Meleg, Černý Toegepaste Wissels Jong Ajax: '63 Van Bruggen Mirani '75 Vissie Bruijn '80 Acolatse Černý                                       |
| Bijzonderheden: - Jordy Bruijn maakte zijn debuut in het betaald voetbal. | |                       | | |
| | |                       | | |
| Maandag 23 november 2015, 20:00 uur | Jong PSV | 3 – 3 (1 – 2) Verslag | Jong Ajax | Aanvoerder Jong Ajax : Damian van Bruggen |
| Sportcomplex De Herdgang, Eindhoven 700 toeschouwers Scheidsrechter: Freek van Herk Lijnrechter: Yorick Weterings Lijnrechter: Raymond Beijer Vierde Official: Frank van den Elzen Eerste divisie Speelronde 13         | Aleksandar Boljević 3' Clint Leemans 18' Sven Blummel 61' Rai Vloet 74' Moussa Sanoh 76'                                                        |                       | '7 Aschraf El Mahdioui '38 Ricardo van Rhijn '75 Sam Hendriks '88 Damil Dankerlui                                                                  | Basisopstelling Jong Ajax: Onana; Van Rhijn, Lartey Sanniez, Van Bruggen, Owusu; Van de Beek, El Mahdioui, Dankerlui; Murić, Hendriks, Acolatse Reservebank Jong Ajax: Groothuizen, Mirani, Bruijn, Vissie, Bakker, El Azzouzi Toegepaste Wissels Jong Ajax: '64 Van de Beek Bakker                                                                  |
| Bijzonderheden: - Aschraf El Mahdioui scoorde zijn eerste doelpunt in het betaald voetbal. | |                       | | |
| | |                       | | |
| Vrijdag 27 november 2015, 20:00 uur | FC Emmen | 3 – 3 (1 – 2) Verslag | Jong Ajax | Aanvoerder Jong Ajax : Damian van Bruggen |
| JENS Vesting, Emmen 3.580 toeschouwers Scheidsrechter: Steven van der Vrande Lijnrechter: Maurice Hoksbergen Lijnrechter: Don Frijn Vierde Official: Stan Teuben Eerste divisie Speelronde 14                           | Ricky ten Voorde 1' Erixon Danso 18' Boy Deul 50' Raymond Gyasi 53' Marcel Seip 64'                                                             |                       | '8 Danny Bakker '26 Sam Hendriks | Basisopstelling Jong Ajax: Groothuizen; Lartey Sanniez, Van Bruggen, Mirani, Owusu; El Mahdioui, Dankerlui, Bakker; Murić, Hendriks, Acolatse Reservebank Jong Ajax: De Lange, Bruijn, Vissie, Warmerdam, Clement, El Azzouzi Toegepaste Wissels Jong Ajax: '61 Bakker Clement '69 Mirani Warmerdam '76 Owusu El Azzouzi                             |
| Bijzonderheden: | |                       | | |
| | |                       | | |
| Maandag 30 november 2015, 20:00 uur | Jong Ajax | 1 – 1 (0 – 1) Verslag | Sparta Rotterdam | Aanvoerder Jong Ajax : Danny Bakker |
| Sportpark De Toekomst, Amsterdam 532 toeschouwers Scheidsrechter: Erwin Blank Lijnrechter: Sjoerd Nanninga Lijnrechter: Gerrit Fikkert Vierde Official: Sam Dröge Eerste divisie Speelronde 15                          | Damil Dankerlui 52' Zakaria El Azzouzi 90+1' |                       | '27 Ricardo van Rhijn (e.d.) '64 Loris Brogno | Basisopstelling Jong Ajax: Onana; Van Rhijn, Lartey Sanniez, Viergever, Dankerlui; Bakker, Clement, Warmerdam; Murić, Hendriks, Acolatse Reservebank Jong Ajax: Groothuizen, Van Bruggen, Bruijn, Vissie, El Mahdioui, El Azzouzi Toegepaste Wissels Jong Ajax: '60 Bakker El Mahdioui '67 Dankerlui Van Bruggen '72 Acolatse El Azzouzi             |
| Bijzonderheden: | |                       | | |
| | |                       | | |
| Vrijdag 4 december 2015, 20:00 uur | RKC Waalwijk | 3 – 5 (0 – 4) Verslag | Jong Ajax | Aanvoerder Jong Ajax : Damian van Bruggen |
| Mandemakers Stadion, Waalwijk 2.000 toeschouwers Scheidsrechter: Dha Otto Lijnrechter: Freek Vandeursen Lijnrechter: Bas Steinhauser Vierde Official: Edgar Bijl Eerste divisie Speelronde 16                           | Imad Najah 9' Rigino Cicilia 61' Rigino Cicilia 71' Rigino Cicilia 74'                                                                          |                       | '15 Django Warmerdam '23 Pelle Clement '33 Václav Černý '35 Václav Černý '38 Zakaria El Azzouzi '40 Robert Murić '80 Bakker '80 Zakaria El Azzouzi | Basisopstelling Jong Ajax: Onana; Owusu, Van Bruggen, Warmerdam, Dankerlui; El Mahdioui, Clement, Nouri; Murić, El Azzouzi, Černý Reservebank Jong Ajax: Groothuizen, Lartey Sanniez, Mirani, Vissie, Bakker, Hendriks, Acolatse Toegepaste Wissels Jong Ajax: '46 Nouri Bakker '61 Černý Acolatse '73 Owusu Lartey Sanniez                          |
| Bijzonderheden: - Pelle Clement scoorde zijn eerste doelpunt in het betaald voetbal. | |                       | | |
| | |                       | | |
| Vrijdag 11 december 2015, 20:00 uur | FC Den Bosch | 3 – 0 (3 – 0) Verslag | Jong Ajax | Aanvoerder Jong Ajax : Damian van Bruggen |
| Stadion De Vliert, 's-Hertogenbosch 3.869 toeschouwers Scheidsrechter: Martin Pérez Lijnrechter: Christiaan van der Velden Lijnrechter: Marcelino Adriaans Vierde Official: Mike de Bruijn Eerste divisie Speelronde 17 | Sven Verlaan 19' Arda Havar 27' Furhgill Zeldenrust (pen.) 35' Joey Belterman 40' Vykintas Slivka 49' Denis Pozder 82'                          |                       | '24 Aschraf El Mahdioui '34 Terry Lartey Sanniez '86 Damian van Bruggen                                                                            | Basisopstelling Jong Ajax: Groothuizen; Owusu, Lartey Sanniez, Van Bruggen, Dankerlui; El Mahdioui, Bakker, Warmerdam; Murić, Hendriks, Nouri Reservebank Jong Ajax: De Lange, Mirani, Bruijn, Vissie, El Azzouzi Toegepaste Wissels Jong Ajax: '46 Bakker El Azzouzi '56 Dankerlui Mirani                                                           |
| Bijzonderheden: | |                       | | |
| | |                       | | |
| Maandag 21 december 2015, 20:00 uur | Jong Ajax | 2 – 0 (2 – 0) Verslag | FC Volendam | Aanvoerder Jong Ajax : Damian van Bruggen |
| Sportpark De Toekomst, Amsterdam 1.052 toeschouwers Scheidsrechter: Christian Mulder Lijnrechter: Johan Balder Lijnrechter: Niels Buijense Vierde Official: Stan Teuben Eerste divisie Speelronde 18                    | Robert Murić 9' Sam Hendriks (pen.) 35' Damil Dankerlui 63' Danny Bakker 77' Zakaria El Azzouzi 90'                                             |                       | '14 Ties Evers '78 (pen.) Erik Schouten | Basisopstelling Jong Ajax: Boer; Lartey Sanniez, Van Bruggen, Warmerdam, Owusu; Dankerlui, Clement, Bakker; Murić, Hendriks, Acolatse Reservebank Jong Ajax: Groothuizen, Mirani, Bruijn, Vissie, El Azzouzi Toegepaste Wissels Jong Ajax: '81 Murić El Azzouzi '86 Warmerdam Mirani                                                                 |
| Bijzonderheden: | |                       | | |
| | |                       | | |
| Vrijdag 15 januari 2016, 20:00 uur | Jong Ajax | 3 – 1 (0 – 0) Verslag | Achilles '29 | Aanvoerder Jong Ajax : Damian van Bruggen |
| Sportpark De Toekomst, Amsterdam 189 toeschouwers Scheidsrechter: Richard Martens Lijnrechter: Johan Hubers Lijnrechter: Don Frijn Vierde Official: Mike de Bruijn Eerste divisie Speelronde 19                         | Danny Bakker 27' Aschraf El Mahdioui 53' Sam Hendriks 56'                                                                                       |                       | '51 Thijs Hendriks | Basisopstelling Jong Ajax: Onana; Clement, Van Bruggen, Warmerdam, Owusu; El Mahdioui, De Jong, Bakker; Murić, Hendriks, Acolatse Reservebank Jong Ajax: Groothuizen, Lartey Sanniez, Mirani, Vissie, Bruijn, El Azzouzi Toegepaste Wissels Jong Ajax: '75 Clement Lartey Sanniez                                                                    |
| Bijzonderheden: | |                       | | |
| | |                       | | |
| Maandag 18 januari 2016, 20:00 uur | Helmond Sport | 2 – 3 (2 – 1)         | Jong Ajax | Aanvoerder Jong Ajax : Django Warmerdam |
| Lavans Stadion, Helmond 1.899 toeschouwers Scheidsrechter: Rob Dieperink Lijnrechter: Erik Koopman Lijnrechter: Maurice Hoksbergen Vierde Official: Clay Ruperti Eerste divisie Speelronde 20                           | Sam Strijbosch 24' Gyrano Kerk 41' |                       | '40 Zakaria El Azzouzi '77 Django Warmerdam '90+1 Steven Edwards (e.d.) '90+3 Zakaria El Azzouzi                                                   | Basisopstelling Jong Ajax: Onana; Van Rhijn, Van der Hoorn, Warmerdam, Dankerlui; Clement, Sinkgraven, Nouri; Murić, El Azzouzi, Černý Reservebank Jong Ajax: Groothuizen, Lartey Sanniez, Mirani, De Jong, El Mahdioui, Acolatse, Hendriks Toegepaste Wissels Jong Ajax: '38 Sinkgraven El Mahdioui '52 Dankerlui Lartey Sanniez '77 Nouri Acolatse |
| Bijzonderheden: | |                       | | |
| | |                       | | |
| Maandag 25 januari 2016, 20:00 uur | Jong Ajax | 2 – 1 (0 – 0) Verslag | NAC Breda | Aanvoerder Jong Ajax : Damian van Bruggen |
| Yanmar Stadion, Almere 1.400 toeschouwers Scheidsrechter: Christiaan Bax Lijnrechter: Roy de Nas Lijnrechter: Freek Vandeursen Vierde Official: Clay Ruperti Eerste divisie Speelronde 21                               | Václav Černý 52' Frenkie de Jong 56' Damil Dankerlui 61' André Onana 80' Abdelhak Nouri 83' Damian van Bruggen 90+2'                            |                       | '44 Joey Suk '51 Kevin Brands '71 (pen.) Kevin Brands                                                                                              | Basisopstelling Jong Ajax: Onana; Owusu, Van Bruggen, Warmerdam, Dankerlui; De Jong, Clement, Nouri; Acolatse, Hendriks, Černý Reservebank Jong Ajax: Groothuizen, Lartey Sanniez, Mirani, Vissie, El Mahdioui, Bakker Toegepaste Wissels Jong Ajax: '64 Acolatse El Mahdioui '85 Clement Bakker '87 Dankerlui Lartey Sanniez                        |
| Bijzonderheden: - Jong Ajax maakte deze thuiswedstrijd gebruik van het stadion van Almere City. - Frenkie de Jong scoorde zijn eerste doelpunt in het betaald voetbal.                                                  | |                       | | |
| | |                       | | |
| Maandag 5 februari 2016, 20:00 uur | FC Eindhoven | 2 – 1 (2 – 1) Verslag | Jong Ajax | Aanvoerder Jong Ajax : Damian van Bruggen |
| Jan Louwersstadion, Eindhoven 1.800 toeschouwers Scheidsrechter: Dha Otto Lijnrechter: Erik Koopman Lijnrechter: Yorick Weterings Vierde Official: Edgar Bijl Eerste divisie Speelronde 22                              | Anthony van den Hurk (pen.) 7' Jinty Caenepeel 19' Jari Vandeputte 67' Tibeau Swinnen 69'                                                       |                       | '6 Django Warmerdam '41 Robert Murić '60 Pelle Clement                                                                                             | Basisopstelling Jong Ajax: Onana; Owusu, Van Bruggen, Warmerdam, Dankerlui; Clement, De Jong, Nouri; Murić, Hendriks, Černý Reservebank Jong Ajax: Groothuizen, Lartey Sanniez, Mirani, El Mahdioui, Acolatse, Živković Toegepaste Wissels Jong Ajax: '63 Dankerlui Lartey Sanniez '75 Murić El Mahdioui '80 Hendriks Živković                       |
| Bijzonderheden: | |                       | | |
| | |                       | | |
| Vrijdag 12 februari 2016, 20:00 uur | Telstar | 4 – 2 (2 – 0) Verslag | Jong Ajax | Aanvoerder Jong Ajax : Damian van Bruggen |
| Rabobank IJmond Stadion, Velsen-Zuid 2.563 toeschouwers Scheidsrechter: Richard Martens Lijnrechter: Nick Stuifzand Lijnrechter: Patrick Inia Vierde Official: Sander van der Eijk Eerste divisie Speelronde 23         | Tarik Tissoudali 21' Mohammed Ajnane 27' Tim Keurntjes 54' Benjamin van den Broek 59' Tarik Tissoudali 76' Fabian Serrarens 76'                 |                       | '29 Damian van Bruggen '68 (e.d.) Crescendo van Berkel '78 Aschraf El Mahdioui                                                                     | Basisopstelling Jong Ajax: Onana; Lartey Sanniez, Van Bruggen, Warmerdam, Owusu; El Mahdioui, Clement, De Jong; Acolatse, Živković, Nouri Reservebank Jong Ajax: Groothuizen, Dankerlui, Mirani, Bakker, Černý, Murić, Hendriks Toegepaste Wissels Jong Ajax: '46 Nouri Černý '62 Clement Murić '62 Acolatse Bakker                                  |
| Bijzonderheden: | |                       | | |
| | |                       | | |
| Vrijdag 12 februari 2016, 20:00 uur | Jong Ajax | 2 – 2 (0 – 1) Verslag | Go Ahead Eagles | Aanvoerder Jong Ajax : Damian van Bruggen |
| Amsterdam ArenA, Amsterdam 591 toeschouwers Scheidsrechter: Christian Mulder Lijnrechter: Gerrad Tafhimi Lijnrechter: Dyon Fikkert Vierde Official: Sam Dröge Eerste divisie Speelronde 24                              | Robert Murić 63' Sam Hendriks (pen.) 81' |                       | '45 Xandro Schenk '74 Jerry van Ewijk | Basisopstelling Jong Ajax: Onana; Dankerlui, Van Bruggen, Mirani, Warmerdam; Van de Beek, De Jong, Sinkgraven; Murić, Hendriks, Černý Reservebank Jong Ajax: Groothuizen, Lartey Sanniez, El Mahdioui, Clement, Bakker, Acolatse, Živković Toegepaste Wissels Jong Ajax: '69 De Jong Clement                                                         |
| Bijzonderheden: | |                       | | |
| | |                       | | |
| Vrijdag 19 februari 2016, 20:00 uur | FC Oss | 1 – 2 (0 – 1) Verslag | Jong Ajax | Aanvoerder Jong Ajax : Damian van Bruggen, Django Warmerdam |
| Frans Heesenstadion, Oss 2.532 toeschouwers Scheidsrechter: Steven van der Vrande Lijnrechter: Freek Vandeursen Lijnrechter: Don Frijn Vierde Official: Edgar Bijl Eerste divisie Speelronde 25                         | Fatih Kamaçi 32' Fatih Kamaçi 52' |                       | '17 Elton Acolatse '49 Václav Černý '66 Leeroy Owusu '83 Pelle Clement                                                                             | Basisopstelling Jong Ajax: Groothuizen; Owusu, Van Bruggen, Warmerdam, Dankerlui; Clement, De Jong, Nouri; Černý, Živković, Acolatse Reservebank Jong Ajax: De Lange, Lartey Sanniez, Mirani, El Mahdioui, Bakker, Hendriks Toegepaste Wissels Jong Ajax: '61 Van Bruggen Lartey Sanniez '67 Acolatse Mirani '77 Nouri Hendriks                      |
| Bijzonderheden: | |                       | | |
| | |                       | | |
| Maandag 29 februari 2016, 20:00 uur | Jong Ajax | 4 – 1 (4 – 0) Verslag | FC Dordrecht | Aanvoerder Jong Ajax : Damian van Bruggen |
| Sportpark De Toekomst, Amsterdam 591 toeschouwers Scheidsrechter: Christian Mulder Lijnrechter: Gerrad Tafhimi Lijnrechter: Dyon Fikkert Vierde Official: Sam Dröge Eerste divisie Speelronde 26                        | Viktor Fischer 19' Robert Murić 28' Richairo Živković 35' Donny van de Beek 41'                                                                 |                       | '46 Rangelo Janga '57 Danzell Gravenberch | Basisopstelling Jong Ajax: Boer; Dankerlui, Van Bruggen, Mirani, Warmerdam; Van de Beek, Serero, De Jong; Murić, Živković, Fischer Reservebank Jong Ajax: Groothuizen, Vissie, El Mahdioui, Clement, Bakker, Acolatse, Hendriks Toegepaste Wissels Jong Ajax: '62 Murić Clement '73 Fischer Hendriks '84 Serero Acolatse                             |
| Bijzonderheden: | |                       | | |
| | |                       | | |
| Vrijdag 4 maart 2016, 20:00 uur | Almere City | 2 – 1 (2 – 0) Verslag | Jong Ajax | Aanvoerder Jong Ajax : Damian van Bruggen, Django Warmerdam |
| Yanmar Stadion, Almere 1.489 toeschouwers Scheidsrechter: Freek van Herk Lijnrechter: Maarten Ketting Lijnrechter: Bas Steinhauser Vierde Official: Stan Teuben Eerste divisie Speelronde 27                            | Ricardo Kip (pen.) 28' Pelle van Amersfoort 40' Pablo Rosario 76'                                                                               |                       | '74 Richairo Živković | Basisopstelling Jong Ajax: Onana; Owusu, Van Bruggen, Mirani, Warmerdam; El Mahdioui, De Jong, Clement; Acolatse, Živković, Hendriks Reservebank Jong Ajax: Groothuizen, Dankerlui, Vissie, Bakker Toegepaste Wissels Jong Ajax: '46 Van Bruggen Dankerlui                                                                                           |
| Bijzonderheden: | |                       | | |
| | |                       | | |
| Vrijdag 11 maart 2016, 20:00 uur | Jong Ajax | 2 – 2 (1 – 0) Verslag | VVV-Venlo | Aanvoerder Jong Ajax : Damian van Bruggen, Danny Bakker |
| Sportpark De Toekomst, Amsterdam 445 toeschouwers Scheidsrechter: Allard Lindhout Lijnrechter: Christian Dobre Lijnrechter: Nick Stuifzand Vierde Official: Sander de Brito Roque Eerste divisie Speelronde 28          | Richairo Živković 14' Damian van Bruggen 49' Richairo Živković 55'                                                                              |                       | '50 (pen.) Ralf Seuntjens '74 Torino Hunte | Basisopstelling Jong Ajax: Onana; Owusu, Van Bruggen, Mirani, Dankerlui; Clement, De Jong, Bakker; Murić, Živković, Černý Reservebank Jong Ajax: Alblas, Vissie, El Mahdioui, Acolatse, Hendriks Toegepaste Wissels Jong Ajax: '60 Černý El Mahdioui '68 Murić Hendriks '79 Živković Acolatse                                                        |
| Bijzonderheden: | |                       | | |
| | |                       | | |
| Maandag 14 maart 2016, 20:00 uur | MVV Maastricht | 0 – 0 (0 – 0) Verslag | Jong Ajax | Aanvoerder Jong Ajax : Damian van Bruggen |
| De Geusselt, Maastricht 3.841 toeschouwers Scheidsrechter: Dha Otto Lijnrechter: Yorick Weterings Lijnrechter: Merijn van Dommelen Vierde Official: Stef Veerkamp Eerste divisie Speelronde 29                          | Jordy Croux 14' Ricardo Ippel 17' |                       | '20 Daley Sinkgraven '88 Ricardo van Rhijn | Basisopstelling Jong Ajax: Onana; Clement, Van Rhijn, Van Bruggen, Owusu; Bakker, De Jong, Sinkgraven; Murić, Hendriks, Fischer Reservebank Jong Ajax: Alblas, Lartey Sanniez, Mirani, Vissie, Acolatse, Živković Toegepaste Wissels Jong Ajax: '70 Hendriks Živković '70 Murić Acolatse                                                             |
| Bijzonderheden: | |                       | | |
| | |                       | | |
| Vrijdag 18 maart 2016, 20:00 uur | Jong Ajax | 1 – 2 (0 – 0) Verslag | Jong PSV | Aanvoerder Jong Ajax : Damian van Bruggen |
| Sportpark De Toekomst, Amsterdam 642 toeschouwers Scheidsrechter: Martin Pérez Lijnrechter: Kevin Bodde Lijnrechter: Nils van Kampen Vierde Official: Stan Teuben Eerste divisie Speelronde 30                          | Frenkie de Jong 49' Damon Mirani 81' |                       | '79 Jordy de Wijs '82 Menno Koch | Basisopstelling Jong Ajax: Onana; Dankerlui, Van Bruggen, Warmerdam, Owusu; Clement, De Jong, Nouri; Murić, Živković, Černý Reservebank Jong Ajax: Groothuizen, Mirani, Vissie, El Mahdioui, Bakker, Acolatse, Hendriks Toegepaste Wissels Jong Ajax: '71 De Jong Bakker '76 Owusu Mirani '84 Clement El Mahdioui                                    |
| Bijzonderheden: | |                       | | |
| | |                       | | |
| Vrijdag 1 april 2016, 20:00 uur | Fortuna Sittard | 1 – 2 (1 – 0) Verslag | Jong Ajax | Aanvoerder Jong Ajax : Damian van Bruggen |
| Fortuna Sittard Stadion, Sittard 1.962 toeschouwers Scheidsrechter: Stijn Berben Lijnrechter: Erik Koopman Lijnrechter: Gerrad Tafhimi Vierde Official: Stan Teuben Eerste divisie Speelronde 31                        | Jens van Son 33' |                       | '90+2 Robert Murić '90+3 Václav Černý | Basisopstelling Jong Ajax: Groothuizen; Owusu, Lartey Sanniez, Van Bruggen, Warmerdam; El Mahdioui, Clement, De Jong; Murić, Živković, Acolatse Reservebank Jong Ajax: Alblas, Mirani, Dankerlui, Bakker, Černý, Hendriks Toegepaste Wissels Jong Ajax: '77 Živković Černý '80 Lartey Sanniez Mirani                                                 |
| Bijzonderheden: | |                       | | |
| | |                       | | |
| Vrijdag 8 april 2016, 20:00 uur | Jong Ajax | 2 – 0 (0 – 0) Verslag | FC Emmen | Aanvoerder Jong Ajax : Damian van Bruggen |
| Sportpark De Toekomst, Amsterdam 423 toeschouwers Scheidsrechter: Steven van der Vrande Lijnrechter: Jermaine Lapar Lijnrechter: Nils van Kampen Vierde Official: Pieter van der Pol Eerste divisie Speelronde 32       | Richairo Živković 49' Sam Hendriks 61' Sam Hendriks 61' Richairo Živković 64' Leeroy Owusu 74'                                                  |                       | '64 Sander Rozema | Basisopstelling Jong Ajax: Onana; Tete, Van Bruggen, Warmerdam, Owusu; Clement, De Jong, Bakker; Murić, Živković, Acolatse Reservebank Jong Ajax: Groothuizen, Mirani, Lartey Sanniez, Dankerlui, Vissie, El Mahdioui, Hendriks Toegepaste Wissels Jong Ajax: '53 Murić Hendriks '58 Tete Dankerlui                                                  |
| Bijzonderheden: | |                       | | |
| | |                       | | |
| Maandag 11 april 2016, 20:00 uur | Sparta Rotterdam | 3 – 1 (1 – 0) Verslag | Jong Ajax | Aanvoerder Jong Ajax : Damian van Bruggen |
| Spartastadion Het Kasteel, Rotterdam 11.000 toeschouwers Scheidsrechter: Allard Lindhout Lijnrechter: Rogier Honig Lijnrechter: Rens Bluemink Vierde Official: Sander van der Eijk Eerste divisie Speelronde 33         | Loris Brogno 8' Loris Brogno 74' Michel Breuer 84' Sherjill Mac-Donald 86'                                                                      |                       | '42 Damil Dankerlui '68 Leeroy Owusu '73 Daley Sinkgraven                                                                                          | Basisopstelling Jong Ajax: Onana; Owusu, Van Bruggen, Warmerdam, Dankerlui; Van de Beek, De Jong, Sinkgraven; Hendriks, Živković, Fischer Reservebank Jong Ajax: Groothuizen, Mirani, Lartey Sanniez, El Mahdioui, Clement, Bakker, Acolatse Toegepaste Wissels Jong Ajax: '61 Fischer Acolatse '70 Clement De Jong '87 Bakker Živković              |
| Bijzonderheden: - Door deze nederlaag van Jong Ajax kroonde Sparta zich tot kampioen van de Eerste Divisie. | |                       | | |
| | |                       | | |
| Vrijdag 15 april 2016, 20:00 uur | Jong Ajax | 0 – 0 (0 – 0) Verslag | RKC Waalwijk | Aanvoerder Jong Ajax : Damian van Bruggen |
| Sportpark De Toekomst, Amsterdam 283 toeschouwers Scheidsrechter: Ingmar Oostrom Lijnrechter: Martijn Beijer Lijnrechter: Michael Osseweijer Vierde Official: Luca Cantineau Eerste divisie Speelronde 34               | Elton Acolatse 90+3' |                       | '61 Ingo van Weert '82 Gigli Ndefe | Basisopstelling Jong Ajax: Groothuizen; Owusu, Lartey Sanniez, Van Bruggen, Warmerdam; El Mahdioui, De Jong, Nouri; Černý, Hendriks, Acolatse Reservebank Jong Ajax: Alblas, Dankerlui, Vissie, Clement, Bakker, Živković Toegepaste Wissels Jong Ajax: '6 Warmerdam Clement '73 Černý Dankerlui                                                     |
| Bijzonderheden: | |                       | | |
| | |                       | | |
| Vrijdag 22 april 2016, 20:00 uur | FC Volendam | 1 – 1 (0 – 0) Verslag | Jong Ajax | Aanvoerder Jong Ajax : Damian van Bruggen |
| Kras Stadion, Volendam 4.641 toeschouwers Scheidsrechter: Freek van Herk Lijnrechter: Nick Stuifzand Lijnrechter: Don Frijn Vierde Official: Sander de Brito Roque Eerste divisie Speelronde 35                         | Elson Hooi 70' |                       | '43 Leeroy Owusu '64 Abdelhak Nouri '79 Václav Černý                                                                                               | Basisopstelling Jong Ajax: Onana; Owusu, Van Bruggen, Lartey Sanniez, Dankerlui; El Mahdioui, Van de Beek, Nouri; Černý, Živković, Fischer Reservebank Jong Ajax: Groothuizen, Vissie, Clement, Bakker, Acolatse, Hendriks Toegepaste Wissels Jong Ajax:                                                                                             |
| Bijzonderheden: - Abdelhak Nouri scoorde zijn eerste doelpunt in het betaald voetbal. | |                       | | |
| | |                       | | |
| Vrijdag 29 april 2016, 20:00 uur | Jong Ajax | 3 – 1 (1 – 1)         | FC Den Bosch | Aanvoerder Jong Ajax : Damian van Bruggen |
| Sportpark De Toekomst, Amsterdam 473 toeschouwers Scheidsrechter: Erwin Meints Lijnrechter: Richard Meints Lijnrechter: Gerrad Tafhimi Vierde Official: Mike de Bruijn Eerste divisie Speelronde 36                     | Richairo Živković 21' Sam Hendriks 63' Donny van de Beek 73' Damon Mirani 76'                                                                   |                       | '41 Jort van der Sande '61 Dalian Maatsen '64 Abdelaziz Khalouta '83 Jeremy Fernandes                                                              | Basisopstelling Jong Ajax: Onana; Owusu, Van Bruggen, Mirani, Dankerlui; Clement, Van de Beek, Nouri; Hendriks, Živković, Acolatse Reservebank Jong Ajax: Groothuizen, Lartey Sanniez, Gudelj, Vissie, El Mahdioui, Bakker Toegepaste Wissels Jong Ajax: '46 Van Bruggen Lartey Sanniez '66 Acolatse El Mahdioui                                     |
| Bijzonderheden: - Door deze overwinning eindigde Jong Ajax op de negende plaats. | |                       | | |

## Statistieken

### Topscorers
| Nr.                           | Naam                          | Goal |
| ----------------------------- | ----------------------------- | ---- |
| 1.                            | Zakaria El Azzouzi (*)        | 6    |
| 2.                            | Sam Hendriks                  | 5    |
| 2.                            | Václav Černý                  | 5    |
| 4.                            | Danny Bakker                  | 4    |
| 5.                            | Robert Murić                  | 3    |
| 6.                            | Donny van de Beek             | 2    |
| 7.                            | Queensy Menig (*)             | 1    |
| 7.                            | Mauro Savastano               | 1    |
| 7.                            | Django Warmerdam              | 1    |
| 7.                            | Dejan Meleg (*)               | 1    |
| Eigen doelpunten tegenstander | Eigen doelpunten tegenstander | -    |
| Totaal                        | Totaal                        | 29   |

| Nr.                           | Naam                          | Goal |
| ----------------------------- | ----------------------------- | ---- |
| 1.                            | Sam Hendriks                  | 14   |
| 2.                            | Robert Murić                  | 8    |
| 3.                            | Zakaria El Azzouzi (*)        | 6    |
| 3.                            | Richairo Živković             | 6    |
| 5.                            | Václav Černý                  | 5    |
| 6.                            | Aschraf El Mahdioui           | 3    |
| 7.                            | Danny Bakker                  | 2    |
| 7.                            | Frenkie de Jong               | 2    |
| 7.                            | Donny van de Beek             | 2    |
| 10.                           | Amin Younes                   | 1    |
| 10.                           | Mike van der Hoorn            | 1    |
| 10.                           | Ricardo van Rhijn             | 1    |
| 10.                           | Pelle Clement                 | 1    |
| 10.                           | Elton Acolatse                | 1    |
| 10.                           | Viktor Fischer                | 1    |
| 10.                           | Daley Sinkgraven              | 1    |
| 10.                           | Abdelhak Nouri                | 1    |
| Eigen doelpunten tegenstander | Eigen doelpunten tegenstander | 3    |
| Totaal                        | Totaal                        | 59   |

- (*) Speler is inmiddels vertrokken bij AFC Ajax.

2013/14 · 2014/15 · 2015/16 · 2016/17· 2017—2024 · 2024/25
Achilles '29 ·
Jong Ajax ·
Almere City FC ·
FC Den Bosch ·
FC Dordrecht ·
FC Eindhoven ·
FC Emmen ·
Fortuna Sittard ·
Go Ahead Eagles ·
Helmond Sport ·
MVV Maastricht ·
NAC Breda ·
FC Oss ·
Jong PSV ·
RKC Waalwijk ·
Sparta Rotterdam ·
Telstar ·
VVV-Venlo ·
FC Volendam